# Аспарухов мост
Аспарухов мост (болг. Аспарухов мост) — мост в городе Варна, Болгария, переброшен через канал Варна – Девня, соединяющий озеро Варна с Чёрным морем. Это самое длинное подобное сооружение в Болгарии.
Мост открыт 8 сентября 1976 года. Сегодня он является важной частью автомобильной магистрали E-87 «Черное море». Длина конструкции — 2050 м, высота — 50 м, масса металлических конструкций — 3200 тонн, а число опор равно 38 парам.
Аспарухов мост пропускает большой автомобильный поток — более 10 тыс. машин в сутки. Кроме того, здесь проводятся прыжки бэйсджамперов.